# Cernotina ecotura
Cernotina ecotura är en nattsländeart som beskrevs av Sykora 1998. Cernotina ecotura ingår i släktet Cernotina och familjen fångstnätnattsländor. Inga underarter finns listade i Catalogue of Life.